# Greenphone
Das Greenphone war ein von Trolltech entwickeltes Mobiltelefon, das das Linux-basierte Betriebssystem Qtopia verwendet. Als erstes Linux-basiertes Mobiltelefon mit austauschbarer, modifizierbarer Firmware sollte es die Verwendung von Linux auf Mobiltelefonen und Smartphones fördern. Es war zunächst für Entwickler gedacht und wurde von Trolltechs chinesischer Partnerfirma Yahua Teltech nur in begrenzter Auflage produziert.
Neben einer GSM-Schnittstelle und GPRS-Unterstützung verfügt es über einen Mini-USB-Anschluss, über den auch die Firmware ausgetauscht werden kann, eine Bluetooth-Schnittstelle und einen Schacht für miniSD-Karten.

## Geschichte
Es wurde 2006 in begrenzter Auflage herausgebracht. Es sollte Entwicklern die Möglichkeit geben, Qtopia-Programme auf einem Mobiltelefon zu testen. Hierzu steht die Software unter einer freien Lizenz (siehe freie Software). Ausnahmen waren jedoch bis zum Erscheinen von Qtopia 4.3 beispielsweise die proprietäre Paketverwaltung und Protokollstapel. Seither sind aber auch diese Teile unter der freien GNU General Public License (GPL) veröffentlicht, wodurch das Gerät seither ohne proprietäre Software betrieben werden kann. Mit dem Erscheinen des Neo FreeRunner aus dem Openmoko-Projekt war es nach diesen Zielsetzungen überflüssig. Entsprechend verkündete Trolltech am 22. Oktober 2007 das Ende der Produktion und kündigte an stattdessen den Fokus auf die Openmoko-Plattform zu legen. (Qt Extended steht nun alternativ zum OpenEmbedded-basierten Openmoko-System auf dem FreeRunner zur Verfügung.)